# Vanessa merrifieldoides
Vanessa merrifieldoides är en fjärilsart som beskrevs av Reuss 1910. Vanessa merrifieldoides ingår i släktet Vanessa och familjen praktfjärilar. Inga underarter finns listade i Catalogue of Life.